# Liljeborgia serrata
Liljeborgia serrata is een vlokreeftensoort uit de familie van de Liljeborgiidae. De wetenschappelijke naam van de soort is voor het eerst geldig gepubliceerd in 1965 door Nagata.